# Straight Between the Eyes
Straight Between the Eyes — шостий студійний альбом англійської групи Rainbow, який був випущений 10 червня 1982 року в Америці і в квітні у Британії. 

## Історія
Склад гурту залишився практично таким самим, як і при записі Difficult To Cure, за винятком зміни клавішника Дона Ейрі на Девіда Розенталя. 
Назва альбому нібито пішла від фрази Джеффа Бека, коли той описував Річі манеру гри Джимі Хендрікса.
Обкладинка була створена британським художником Джеффом Каммінсом і Hipgnosis. Ідея обкладинки належала "містеру Б." (не важко здогадатись, хто це міг бути). Але обкладинка не припала до душі критикам, і вони назвали її «можливо найгіршою обкладинкою, коли-небудь прикрашала рок-альбом». Подивитись би на їхні обличчя, коли дивились If You Want Blood, You've Got It AC/DC. Оригінальний вініловий випуск мав слова пісень, надруковані на внутрішньому чохлі. 

У квітні 1982 року в інтерв’ю британському рок-журналу Kerrang! Блекмор сказав про «MISS Mitreated»:
«Ну, щоб уникнути плутанини, «Miss» написано втричі більше, ніж «mistreated», але я сподіваюся, що у нас буде хтось, хто залишиться безіменним, підходячи до нас і кажучи: «Я написав цю пісню»!». 
Цим "кимось" був Девід Ковердейл, з яким Блекмор написав «Mistreated» для альбому Deep Purple 1974 року Burn. У Блекмора була така проблема з Ковердейлом раніше, коли виконання пісні «Mistreated» було включено до концертного альбому Rainbow On Stage.

## Тур
В турі була представлена гігантська пара рухомих механічних очей як частина сцени, а зіниці світили прожекторами. Це відображено у відеорелізі Live Between the Eyes, записаному на Hemisfair Arena у Сан-Антоніо, штат Техас, у середу, 18 серпня 1982 року. Незважаючи на великий тур, він не включав Велику Британію, яка викликала гнів у британських шанувальників.

## Подяки
В 2022 році, Straight Between The Eyes був названий №5 в списку «The 25 greatest rock guitar albums of 1982» журналу Guitar World. Також, пісня «Stone Cold» була додана в популярну відеогру GTA:Vice City Stories.

## Композиції
1. Death Alley Driver - 4:42
2. Stone Cold - 5:17
3. Bring on the Night (Dream Chaser) - 4:06
4. Tite Squeeze - 3:15
5. Tearin' Out My Heart - 4:03
6. Power - 4:26
7. MISS Mistreated - 4:27
8. Rock Fever - 3:50
9. Eyes of Fire - 6:37

## Склад
- Джо Лінн Тернер – вокал
- Річі Блекмор – гітара
- Девід Розенталь – клавішні
- Роджер Гловер – бас-гітара
- Боббі Рондінеллі – ударні